# Refúgio de Vida Silvestre Tabuleiro do Embaubal
Tabuleiro do Embaubal é um Refúgio de Vida Silvestre (REVIS) para proteção Integral criado em 2016 nos Decretos Estaduais 1 566 e 1 567, localizado no município brasileiro de Senador José Porfírio, no estado do Pará na região do rio Xingu. Localizado na porção norte da Floresta Amazônica, próximo ao município de Portel. Possui uma área de 4 033,94 hectares, sendo considerado um importante reduto de biodiversidade, abrigando uma grande variedade de espécies animais e vegetais como por exemplo, o maior local de desova de quelônios.
Unidade de preservação do patrimônio biológico do rio Xingu: de aves migratórias e demais espécies da fauna amazônica em situação de vulnerabilidade, de ambientes naturais onde se asseguram a reprodução das espécies, para pesquisa científica e propor ações que diminuam o risco de espécies ameaçadas.